# Kreis Edelény
Der Kreis Edelény (ungarisch Edelény járás) ist ein Kreis im Norden des nordostungarischen Komitats Borsod-Abaúj-Zemplén. Er grenzt im Norden mit 6 seiner 45 Gemeinden an die Slowakei. Der Kreis entstand Anfang 2013 als Nachfolger des Kleingebiets Edelény (ungarisch Edelény kistérség), das im Zuge der ungarischen Verwaltungsreform Ende 2012 aufgelöst wurde. 45 Gemeinden wechselten in diesen neuen Kreis, während 2 Gemeinden in den westlichen Nachbarkreis Putnok wechselten. Die Bevölkerungsdichte des flächenmäßig drittgrößten Kreises im Komitats lag unter der des Komitats. Der Kreissitz befindet sich in der größten Stadt, Edelény im Süden des Kreises.

## Gemeindeübersicht
| Gemeinde          | Status   | Herkunft Kleingebiet | Einwohnerzahl | Einwohnerzahl | Einwohnerzahl | Fläche     | Bevölkerungs- dichte (Ew./km²) |
| Gemeinde          | Status   | Herkunft Kleingebiet | 01.10.2011    | 01.01.2013    | 01.01.2016    | 01.01.2016 | Bevölkerungs- dichte (Ew./km²) |
| ----------------- | -------- | -------------------- | ------------- | ------------- | ------------- | ---------- | ------------------------------ |
| Abod              | Gemeinde | Edelény              | 210           | 218           | 213           | 31,16      | 6,8                            |
| Balajt            | Gemeinde | Edelény              | 462           | 480           | 489           | 9,03       | 54,2                           |
| Becskeháza        | Gemeinde | Edelény              | 36            | 35            | 27            | 5,00       | 5,4                            |
| Bódvalenke        | Gemeinde | Edelény              | 186           | 197           | 220           | 6,63       | 33,2                           |
| Bódvarákó         | Gemeinde | Edelény              | 87            | 75            | 73            | 9,22       | 7,9                            |
| Bódvaszilas *     | Gemeinde | Edelény              | 1.101         | 1.119         | 1.051         | 19,22      | 54,7                           |
| Boldva            | Gemeinde | Edelény              | 2.357         | 2.399         | 2.340         | 28,34      | 82,6                           |
| Borsodszirák      | Gemeinde | Edelény              | 1.178         | 1.185         | 1.149         | 11,01      | 104,4                          |
| Damak             | Gemeinde | Edelény              | 244           | 248           | 253           | 7,53       | 33,6                           |
| Debréte           | Gemeinde | Edelény              | 14            | 19            | 16            | 9,62       | 1,7                            |
| Edelény           | Stadt    | Edelény              | 9.896         | 10.030        | 9.516         | 56,82      | 167,5                          |
| Égerszög          | Gemeinde | Edelény              | 47            | 50            | 53            | 10,77      | 4,9                            |
| Galvács           | Gemeinde | Edelény              | 88            | 102           | 90            | 15,04      | 6,0                            |
| Hangács           | Gemeinde | Edelény              | 575           | 591           | 556           | 22,53      | 24,7                           |
| Hegymeg           | Gemeinde | Edelény              | 113           | 122           | 118           | 5,70       | 20,7                           |
| Hidvégardó *      | Gemeinde | Edelény              | 550           | 564           | 534           | 16,99      | 31,4                           |
| Irota             | Gemeinde | Edelény              | 68            | 77            | 72            | 12,34      | 5,8                            |
| Komjáti *         | Gemeinde | Edelény              | 235           | 228           | 201           | 11,08      | 18,1                           |
| Ládbesenyő        | Gemeinde | Edelény              | 280           | 291           | 285           | 10,40      | 27,4                           |
| Lak               | Gemeinde | Edelény              | 641           | 660           | 679           | 19,76      | 34,4                           |
| Martonyi          | Gemeinde | Edelény              | 441           | 423           | 409           | 17,57      | 23,3                           |
| Meszes            | Gemeinde | Edelény              | 188           | 197           | 175           | 11,40      | 15,4                           |
| Nyomár            | Gemeinde | Edelény              | 326           | 317           | 307           | 10,46      | 29,3                           |
| Perkupa           | Gemeinde | Edelény              | 837           | 848           | 809           | 19,39      | 41,7                           |
| Rakaca            | Gemeinde | Edelény              | 774           | 792           | 841           | 19,00      | 44,3                           |
| Rakacaszend       | Gemeinde | Edelény              | 364           | 375           | 336           | 15,71      | 21,4                           |
| Szakácsi          | Gemeinde | Edelény              | 147           | 155           | 163           | 8,63       | 18,9                           |
| Szalonna          | Gemeinde | Edelény              | 1.078         | 1.116         | 1.157         | 20,08      | 57,6                           |
| Szendrő           | Stadt    | Edelény              | 4.065         | 4.228         | 4.249         | 53,56      | 79,3                           |
| Szendrőlád        | Gemeinde | Edelény              | 1.954         | 2.029         | 2.097         | 17,70      | 118,5                          |
| Szin              | Gemeinde | Edelény              | 785           | 785           | 817           | 18,10      | 45,1                           |
| Szinpetri         | Gemeinde | Edelény              | 236           | 247           | 229           | 9,71       | 23,6                           |
| Szögliget *       | Gemeinde | Edelény              | 602           | 628           | 571           | 34,74      | 16,4                           |
| Szőlősardó        | Gemeinde | Edelény              | 104           | 115           | 108           | 10,66      | 10,1                           |
| Szuhogy           | Gemeinde | Edelény              | 1.188         | 1.181         | 1.122         | 17,00      | 66,0                           |
| Teresztenye       | Gemeinde | Edelény              | 21            | 27            | 36            | 8,69       | 4,1                            |
| Tomor             | Gemeinde | Edelény              | 229           | 225           | 244           | 12,89      | 18,9                           |
| Tornabarakony     | Gemeinde | Edelény              | 13            | 14            | 12            | 8,19       | 1,5                            |
| Tornakápolna      | Gemeinde | Edelény              | 11            | 15            | 12            | 4,02       | 3,0                            |
| Tornanádaska *    | Gemeinde | Edelény              | 726           | 735           | 755           | 7,83       | 96,4                           |
| Tornaszentandrás  | Gemeinde | Edelény              | 187           | 205           | 168           | 15,65      | 10,7                           |
| Tornaszentjakab * | Gemeinde | Edelény              | 200           | 198           | 217           | 28,22      | 7,7                            |
| Varbóc            | Gemeinde | Edelény              | 42            | 56            | 54            | 10,10      | 5,3                            |
| Viszló            | Gemeinde | Edelény              | 71            | 73            | 67            | 11,10      | 6,0                            |
| Ziliz             | Gemeinde | Edelény              | 357           | 338           | 360           | 9,26       | 38,9                           |
| Kreis Edelény     |          |                      | 33.314        | 34.012        | 33.250        | 717,85     | 46,3                           |

* Grenzgemeinde zur Slowakei